# Fährmann hol’ über (Skulpturgruppe)
Die Skulpturgruppe Fährmann hol’ über vom Bildhauer Günther Zeuner befindet sich im Domgarten von Speyer. 

## Beschreibung
Die Skulptur wurde 1987 erstellt besteht aus zwei Teilen:
1. der Fährmann
2. die Kaiser

Neben der Skulpturgruppe steht  auf einer Tafel:
Alte Speyrer Sage: „Des Fährmanns Traum“ vom Dom kommend ziehen die Kaiser über den Rhein, um in grosser Not dem Reich zu helfen. Sie rufen: „Fährmann hol über!“ GESTIFTET 1987 VERKEHRSVEREIN SPEYER E.V. ZEUNER

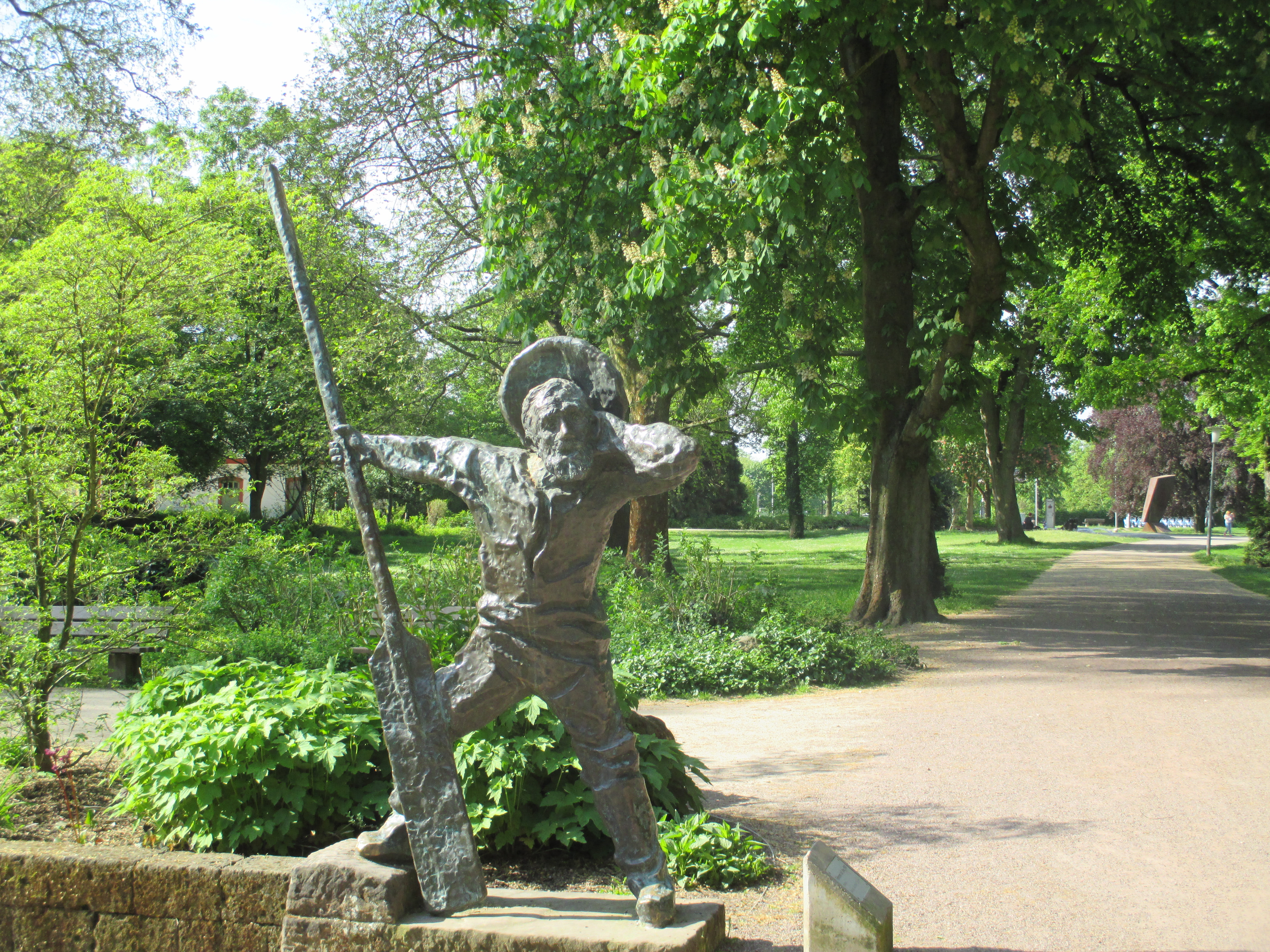
Fährmann hol’ über (1)
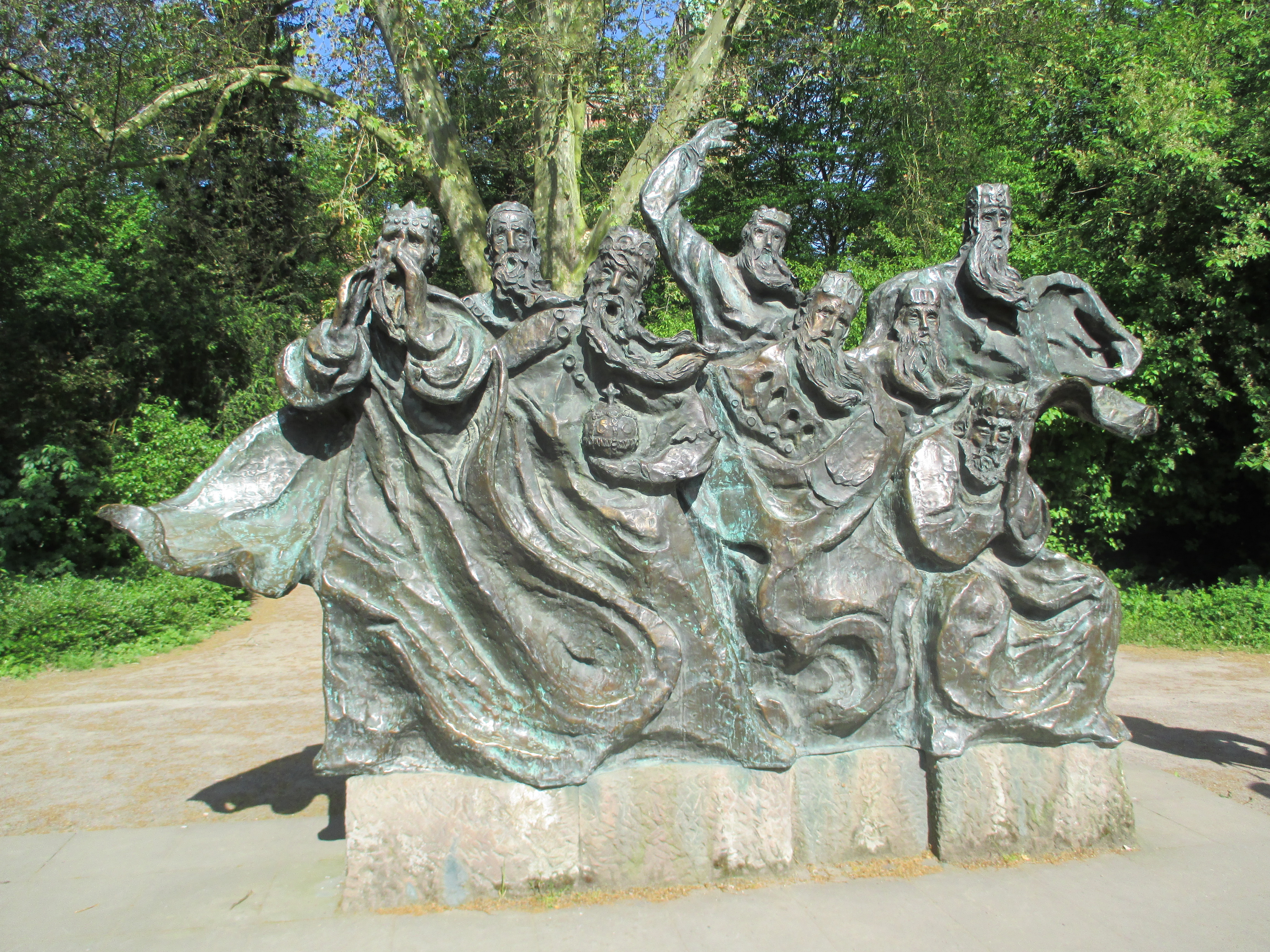
Fährmann hol’ über (2)
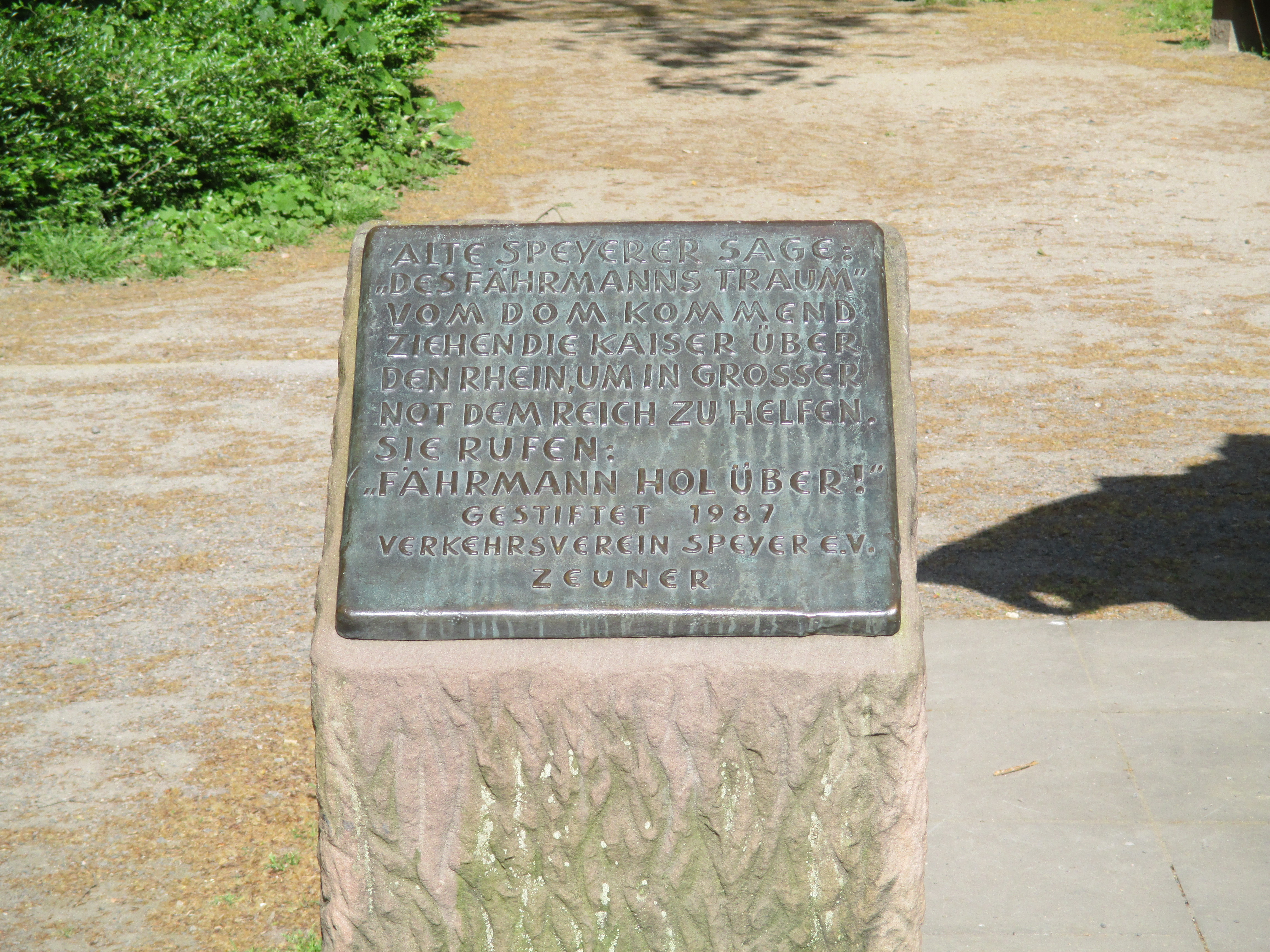
Fährmann hol’ über (Tafel)

## Geschichte
Eine Sage erzählt, dass im Oktober 1813 die Kaiser aus ihren Gräbern im Speyerer Dom aufstanden, um „ihr“ Reich vor dem Franzosen zu retten. Einer von ihnen forderte um Mitternacht den schlafenden Fährmann auf der anderen Rheinseite auf, sie über den Fluss zu setzten.
Als der Fährmann seinen Kahn für die Überfahrt bereit machte, tauchten vier weitere Gestalten auf, die ebenfalls ans andere Rheinufer gebracht werden wollten. Beim Aussteigen bedankten sich die dunklen Gestalten und versprachen ihm eine Belohnung bei ihrer Rückkehr.
Ein paar Tage später wurde der Fährmann erneut geweckt. Er setzte wieder über und brachte die dunklen Gestalten zurück nach Speyer. Als er erwachte, hielt er das Ganze für einen Traum: Bis er seine geballte Hand öffnete und darin Goldmünzen fand, mit den Abbildern der Männer, die er über den Rhein gebracht hatte. 
Als die flüchtenden Franzosen nach der Völkerschlacht bei Leipzig zum anderen Ufer, nach Speyer, gebracht werden wollten, war er sich sicher, wen er in den Nächten zuvor übergesetzt hatte. 
Hätte Napoleon gesiegt, wäre die Kathedrale durch einen Triumphbogen ersetzen worden. Die Baupläne gab es bereits.